# Plivanje na OI 1920.

## Pojedinačna natjecanja

### 100 m slobodno
| Mjesto | Država | Plivač          | Vrijeme    |
| ------ | ------ | --------------- | ---------- |
| 1.     | SAD    | Duke Kahanamoku | 1:01,4 min |
| 2.     | SAD    | Pua Kealoha     | 1:02,2 min |
| 3.     | SAD    | William Harris  | 1:03,0 min |

| Mjesto | Država | Plivačica         | Vrijeme    |
| ------ | ------ | ----------------- | ---------- |
| 1.     | SAD    | Ethelda Bleibtrey | 1:13,6 min |
| 2.     | SAD    | Irene Guest       | 1:17,0 min |
| 3.     | SAD    | Frances Schroth   | 1:17,2 min |

### 400 m slobodno
| Mjesto | Država | Plivač        | Vrijeme    |
| ------ | ------ | ------------- | ---------- |
| 1.     | SAD    | Norman Ross   | 5:26,8 min |
| 2.     | SAD    | Ludy Langer   | 5:29,0 min |
| 3.     | Kanada | George Vernot | 5:29,6 min |

| Mjesto | Država | Plivačica           | Vrijeme    |
| ------ | ------ | ------------------- | ---------- |
| 1.     | SAD    | Ethelda Bleibtrey   | 4:34,0 min |
| 2.     | SAD    | Margaret Woodbridge | 4:42,8 min |
| 3.     | SAD    | Frances Schroth     | 4:52,0 min |

### 1500 m slobodno
| Muškarci - 1500 m slobodno \| Mjesto \| Država \| Plivač \| Vrijeme \| \| ------ \| ---------- \| ----------------- \| ----------- \| \| 1. \| Kanada \| George Hodgson \| 22:23,2 min \| \| 2. \| Kanada \| George Vernot \| 22:36,4 min \| \| 3. \| Australija \| Frank Beaurepaire \| 23:04,0 min \| | Utrka nije bila u ženskom dijelu programa natjecanja. |                   |             |
| Mjesto | Država                                                | Plivač            | Vrijeme     |
| 1. | Kanada                                                | George Hodgson    | 22:23,2 min |
| 2. | Kanada                                                | George Vernot     | 22:36,4 min |
| 3. | Australija                                            | Frank Beaurepaire | 23:04,0 min |

### 100 m leđno
| Muškarci - 100 m leđno \| Mjesto \| Država \| Plivač \| Vrijeme \| \| ------ \| ------- \| ------------------- \| ---------- \| \| 1. \| SAD \| Warren Paoa Kealoha \| 1:15,2 min \| \| 2. \| SAD \| Raymond Kegeris \| 1:16,2 min \| \| 3. \| Belgija \| Gérard Blitz \| 1:19,0 min \| | Žene su se natjecale samo u slobodnom stilu i štafeti |                     |            |
| Mjesto | Država                                                | Plivač              | Vrijeme    |
| 1. | SAD                                                   | Warren Paoa Kealoha | 1:15,2 min |
| 2. | SAD                                                   | Raymond Kegeris     | 1:16,2 min |
| 3. | Belgija                                               | Gérard Blitz        | 1:19,0 min |

### 200 m prsno
| Muškarci - 200 m prsno \| Mjesto \| Država \| Plivač \| Vrijeme \| \| ------ \| ------- \| ------------- \| ---------- \| \| 1. \| Švedska \| Håkan Malmrot \| 3:04,4 min \| \| 2. \| Švedska \| Thor Henning \| 3:09,2 min \| \| 3. \| Finska \| Arvo Aaltonen \| 3:12,2 min \| | Žene su se natjecale samo u slobodnom stilu i štafeti |               |            |
| Mjesto | Država                                                | Plivač        | Vrijeme    |
| 1. | Švedska                                               | Håkan Malmrot | 3:04,4 min |
| 2. | Švedska                                               | Thor Henning  | 3:09,2 min |
| 3. | Finska                                                | Arvo Aaltonen | 3:12,2 min |

### 400 m prsno
| Muškarci - 400 m prsno \| Mjesto \| Država \| Plivač \| Vrijeme \| \| ------ \| ------- \| ------------- \| ---------- \| \| 1. \| Švedska \| Håkan Malmrot \| 6:31,8 min \| \| 2. \| Švedska \| Thor Henning \| 6:45,2 min \| \| 3. \| Finska \| Arvo Aaltonen \| 6:48,0 min \| | Žene su se natjecale samo u slobodnom stilu i štafeti |               |            |
| Mjesto | Država                                                | Plivač        | Vrijeme    |
| 1. | Švedska                                               | Håkan Malmrot | 6:31,8 min |
| 2. | Švedska                                               | Thor Henning  | 6:45,2 min |
| 3. | Finska                                                | Arvo Aaltonen | 6:48,0 min |

## Štafetna natjecanja

### Slobodni stil
| Mjesto | Država                 | Plivači                                                   | Vrijeme     |
| ------ | ---------------------- | --------------------------------------------------------- | ----------- |
| 1.     | SAD                    | Perry McGillivray Pua Kealoha Norman Ross Duke Kahanamoku | 10:04,4 min |
| 2.     | Australija             | Henry Hay William Herald Ivan Stedman Frank Beaurepaire   | 10:25,4 min |
| 3.     | Ujedinjeno Kraljevstvo | Leslie Savage Edward Peter Henry Taylor Harold Annison    | 10:37,2 min |

| Mjesto | Država                 | Plivačice                                                         | Vrijeme    |
| ------ | ---------------------- | ----------------------------------------------------------------- | ---------- |
| 1.     | SAD                    | Margaret Woodbridge Frances Schroth Irene Guest Ethelda Bleibtrey | 5:11,6 min |
| 2.     | Ujedinjeno Kraljevstvo | Hilda James Constance Jeans Charlotte Radcliffe Grace MacKenzie   | 5:40,8 min |
| 3.     | Švedska                | Aina Berg Emy Machnow Karin Nilsson Jane Gylling                  | 5:43,6 min |